# Rhomboptera selangorensis
Rhomboptera selangorensis är en insektsart som beskrevs av Muzamil 2005. Rhomboptera selangorensis ingår i släktet Rhomboptera och familjen vårtbitare. Inga underarter finns listade i Catalogue of Life.